# 南阿蘇村議会
南阿蘇村議会（みなみあそむらぎかい）は、熊本県阿蘇郡南阿蘇村の議会である。

## 概要
- 定数：14人[注釈 1]
- 任期：2021年3月6日 - 2025年3月5日
- 選挙区：村全体を1選挙区とする大選挙区制（単記非移譲式）
- 議長：山室昭憲（無所属）
- 副議長：後藤征昭（無所属）

## 組織

### 議会運営委員会
所轄事項
- 議会の運営に関する事項
- 議会の会議規則
- 委員会に関する条例等に関する事項
- 議長の諮問に関する事項

### 常任委員会
総務産業常任委員会
所轄事項
- 総務課の所管に関する事項
- 企画観光課の所管に関する事務
- 税務課の所管に関する事務
- 会計課の所管に関する事務
- 選挙管理委員会の所管に関する事務
- 農政課の所管に関する事務
- 建設課の所管に関する事務
- 農業委員会の所管に関する事務
- 他の常任委員会の所管に関しない事務

文教厚生常任委員会
所轄事項
- 定住促進課の所管に関する事務
- 住民福祉課の所管に関する事務
- 健康推進課の所管に関する事務
- 水・環境課の所管に関する事務
- 教育委員会の所管に関する事務
- 保育所の所管に関する事務

### 特別委員会
議会広報特別委員会
所轄事項
- 議会広報に関する事務

## 会派
議員全員が無所属であり、会派は存在しない。